# ألم جذيري
الألم الجذري (بالإنجليزية: Radicular pain)‏ أو التهاب الجذور (بالإنجليزية: Radiculitis)‏ هو ألم متواصل للعصب بسبب التهاب أو تهيج آخر لجذر العصب (اعتلال الجذور) عند اتصاله بالعمود الفقري. على  مسار الاعصاب الموصلة للاطراف الواصل من أسفل العمود الفقري إلى أسفل الظهر. سببه خلل في الوظيفة العصبية الطبيعية للجذر العصبي، نتيجة الضغط أو الإصابة بحادث ما يسبب الالتهابات للجذر.يتميز هذا الألم بأنه متواصل استمراري وعميق بشتدد مع بعض الحركات أو النشاطات والوضعيات في الجلوس أو المشي، ويوجد أسباب عديدة لهذا النوع من الألم مثل أمراض الظهر فتق، تضيق شوكي، التهاب المفصل التقويضي، انزلاق الفقرات ألم عرق النسا. عادةً ما يصحب هذا الألم اعراض مثل فقد القدرة على الاستجابة العكسية أو ردالفعل اللاإرادية للعصب خدر أو تنمل وخز خفيف وضعف في العضلات في المنطقة التي تتغذى بواسطة العصب المضغوط أو المصاب مثل عضلات الفخذ أو الربلة والقدم.